# مكاريوس الأول (بابا الإسكندرية)
مكاريوس الأول أو مقاريوس الأول، بابا الإسكندرية وبطريرك الكرازة المرقسية للأقباط الأرثوذكس رقم 59. وأقام بطريركاً 19 سنة و11 شهراً و23 يوماً، في الفترة من 27 مارس 932 م حتى 20 مارس 952 م، وتوفي. وخلا الكرسي بعده لمدة شهراً واحداً.